# Lars-Bruno Engström
Lars-Bruno Engström (folkbokförd Lars Bruno), född 9 februari 1910 i Eksjö stadsförsamling i Jönköpings län, död 10 augusti 1972 i Väddö församling i Stockholms län, var en svensk journalist.
Engström var son till författaren och konstnären Albert Engström och Sigrid Sparre samt bror till Malin Engström. Efter studentexamen i Lund 1931 läste han vid Uppsala universitet där han blev filosofie kandidat 1935. Han var redaktör vid Aftonbladet från 1936 och därefter vid Stockholms-Tidningen från 1954. Han ägde och förvaltade Engströmsgården i Grisslehamn och gav ut ett par böcker om sin far. Han översatte också boken USA-slang – ordbok över modern amerikansk slang (1945). Engströms publikationer har getts ut i flera utgåvor.
Åren 1937 till 1963 var han gift med laboratoriebiträdet Inga Blumenthal (1905–1989), dotter till läkaren Moritz Blumenthal och vissångerskan Ida Gawell-Blumenthal. De fick barnen Göran Engström (1938–2004), Leje Trigueros (1942–2016) och Rolf Engström (född 1947), av vilka den sistnämnde varit ordförande i Albert Engström-sällskapet. Lars-Bruno Engström är gravsatt i Väddö urnlund.